# Haras de Stavropol
Le haras de Stavropol est un haras national russe, situé sur la commune de Novokavkazsky (ru), dans le kraï de Stavropol. Connu pour son rôle dans la sélection de la race Tersk, il est désormais l'un des plus grands haras d'élevage au monde pour la race Akhal-Teké. Il porte le n°170.

## Localisation
Contrairement à ce que son nom peut laisser croire, le haras de Stravopol n'est pas situé à Stravropol, mais à Novokavkazsky (ru) dans le district d'Alexandrovskoye (en), situé à 140 km de Stavropol, et à moins d'une centaine de kilomètres de Piatigorsk,. 

## Extension et production
Selon les données de 2011, la superficie des terres agricoles du haras n°170 de Stavropol est de 39 km², le nombre d’employés est de 98 personnes. 
Traditionnellement, les ventes des chevaux du haras de Stavropol se déroulent le lendemain de celles du haras de Tersk, afin de faciliter le déplacement des acheteurs potentiels depuis une vente à l'autre. Cependant, d'après Jean-Louis Gouraud, les acheteurs de chevaux Pur-sang arabe ne s'intéressent pas aux autres races.

## Histoire

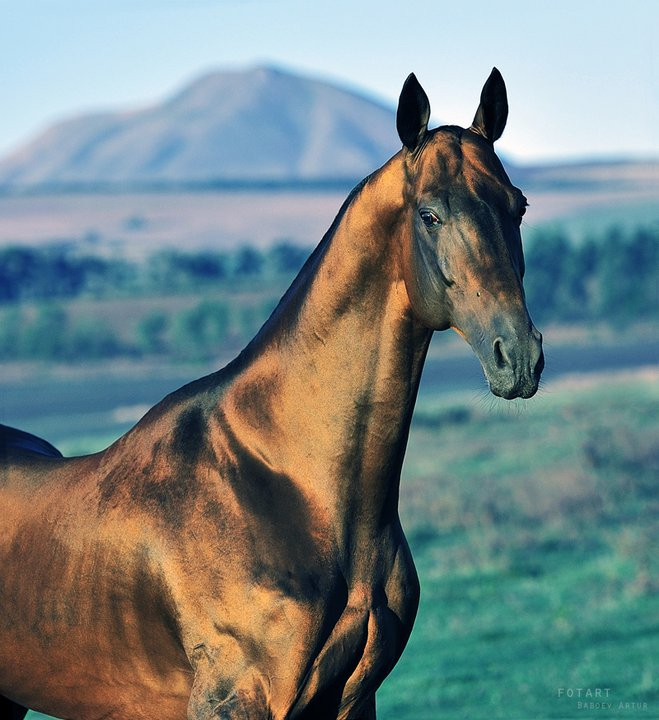
Генч (Gench), étalon Akhal-Téké du haras de Stavropol

Par un décret du Præsidium du Soviet suprême, le 14 juin 1949, les haras de Tersk et de Stavropol ont reçu l'ordre du Drapeau rouge du Travail, pour les récompenser du processus de sélection des chevaux de race Tersk. L'élevage de chevaux Tersk à Stravopol a périclité. Dans les années 1980, ce haras détient environ 250 juments de race Tersk. Après la perestroïka, cet élevage est délocalisé vers un ancien kolkhoze de Sablia, peu accessible, situé à une vingtaine de kilomètres du haras.
En 1984, le haras de Stavropol intègre des Akhal-Teké. En décembre 1991, Jean-Louis Gouraud invite le directeur de ce haras à l'époque, le zootechnicien Alexandre Klimuk, à une rencontre internationale autour du cheval Akhal-Teké au Salon du cheval de Paris. Ce haras est devenu depuis l'un des plus renommés en la matière, détenant une soixantaine de juments Akhal-Téké, et 18 champions de race. L'intégration de chevaux Pur-sang remonte au début des années 1990, à l'aide d'importations.
En 2014, Klimuk est toujours à la tête du haras de Stavropol.
En février 2016, Vladimir Poutine fait don au roi du Bahreïn, Hamed ben Issa Al Khalifa, d'un étalon Akhal-Téké, Hadžibek, né au haras de Stravopol en avril 2012, devenu champion du monde de sa race en 2014 et 2015,.